# Ulf Grahn
Ulf Grahn (* 17. Januar 1942 in Solna; † 25. Januar 2023) war ein schwedischer Komponist.
Ulf Ake Wilhelm Grahn gehörte bereits mit fünf Jahren dem St. Jacobs-Knaben-Chor unter Eric Ericson an. Er studierte von 1962 bis 1966 Violine, Klavier und Komposition am Stockholms Musikpedagogiska Institut und von 1966 bis 1970 bei Hans Eklund an der Königlichen Musikhochschule Stockholm. 1972 ging er in die Vereinigten Staaten, wo er Assistent im Studie für Elektronische Musik an der Catholic University of America in Washington, D.C. wurde. 1973 gründete er dort das Contemporary Music Forum, das er als Programmdirektor bis 1984 leitete. 1988 bis 1990 war er Künstlerischer Leiter und Direktor des Siljan-Festivals.
Das Werk des Komponisten umfasst 200 Werke aller Genres der Konzertmusik. Grahn bevorzugte traditionelles musikalische Handwerk, war aber auch für neuen Techniken offen. In seinem Œuvre befinden sich zwei Symphonien; Sinfonie II war 1983 eine Auftragsarbeit für das Kungliga Filharmoniska Orkestern in Stockholm.